# تشكيل الحكومة البلجيكية 2010-2011

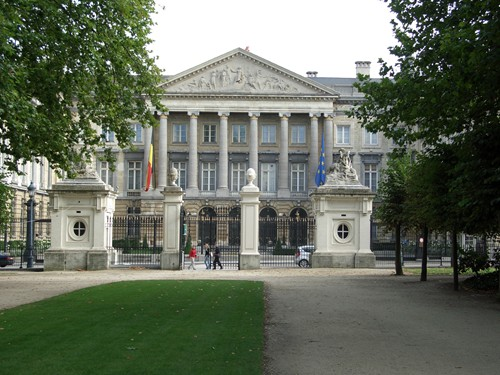

في أعقاب الانتخابات العامة البلجيكية التي أجريت في 13 يونيو 2010، بدأت عملية تشكيل مجلس الوزراء في بلجيكا. أنتجت الانتخابات مشهدًا سياسيًا مجزأًا للغاية، حيث تم انتخاب 11 حزبًا لمجلس النواب، ولم يفز أي منها بأكثر من 20٪ من المقاعد. سيطر التحالف الفلمنكي القومي الجديد (N-VA)، وهو أكبر حزب في فلاندرز والبلاد ككل، على 27 من أصل 150 مقعدًا في مجلس النواب. سيطر الحزب الاشتراكي الفرنكوفوني (PS)، وهو الأكبر في والونيا، على 26 مقعدًا. استمرت مفاوضات مجلس الوزراء لفترة طويلة. في 1 يونيو 2011، حققت بلجيكا الرقم القياسي من الوقت المستغرق لتشكيل حكومة ديمقراطية جديدة بعد الانتخابات، في 353 يومًا، الذي أحتلته كمبوديا حتى ذلك الحين في 2003-2004.  في 11 أكتوبر 2011، تم تقديم الاتفاقية النهائية للإصلاح المؤسسي إلى وسائل الإعلام. وعينت حكومة ائتلافية في 5 ديسمبر 2011، وأدت اليمين بعد ما مجموعه 541 يوما من المفاوضات وشكلت في 6 ديسمبر 2011،  589 يوما من دون حكومة منتخبة  اتفقت الأحزاب السياسية البلجيكية على تشكيل حكومة ائتلافية بقيادة الاشتراكي الديمقراطي إليو دي روبو من منطقة والونيا الناطقة باللغة الفرنسية، وجاء الاتفاق بعد أن بقيت البلاد بلا حكومة خلال 535 يوما وهو رقم قياسي عالمي.

## خلفية
تصاعد التوتر بين الفلمنديين والوالونيين: يتهم فلاندرز منطقة والون بالاعتماد على الدعم الاقتصادي من المنطقة الفلمنكية. يتهم سكان والون الفلمنديين بأنهم فصلوا عن السياسة اللغوية في المنطقة الفلمنكية. 
خاضت الانتخابات الأخيرة بشكل أساسي على الفشل في حل النزاع حول الدائرة الانتخابية في بروكسل هالي فيلفوردي. تركز الصراع على الاختلافات السياسية واللغوية في الدائرة، مع رغبة الفلمنديين في تقسيم الدائرة إلى منطقتين منفصلتين، بينما يرغب الوالون في الحفاظ عليها معًا.
شهدت فترة العام ونصف العام التي خضعت فيها البلاد لإدارة حكومة تصريف أعمال، محاولات كثيرة ومفاوضات مثيرة للجدل فشلت في تشكيل الحكومة كادت تقود البلاد إلى الانقسام وبالتالي انفصال الفلمنكيين عن الفرنكفونيين.